# Simulium noelleri
Simulium noelleri är en tvåvingeart som beskrevs av Karl Friederichs 1920. Simulium noelleri ingår i släktet Simulium och familjen knott. Arten är reproducerande i Sverige. Inga underarter finns listade i Catalogue of Life.